# Championnat de Croatie de football 2022-2023
Navigation
Saison 2021-2022 Saison 2023-2024
La saison 2022-2023 de Prva Liga est la trente-deuxième édition de la première division croate. La saison régulière prend place du 15 juillet 2022 au 3 juin 2023.
Les dix meilleurs clubs du pays sont regroupés au sein d'une poule unique où ils s'affrontent à quatre reprises, deux fois à domicile et à l'extérieur, pour un total de 180 matchs. Le tenant du titre est le Dinamo Zagreb.
En fin de saison, le premier au classement est sacré champion de Croatie et se qualifie directement pour le deuxième tour de qualification de la Ligue des champions 2022-2023. Le vainqueur de la Coupe de Croatie 2022-2023 se qualifie pour le troisième tour de qualification de la Ligue Europa Conférence 2022-2023 et les deuxième et troisième du championnat se qualifient pour le deuxième tour de qualification de la Ligue Europa Conférence 2022-2023. La place du vainqueur de la Coupe peut être réattribuée au deuxième du championnat si celui-ci est déjà qualifié pour une compétition européenne par le biais du championnat, rendant la quatrième place également qualificative. Dans le même temps, le dernier du classement est directement relégué en deuxième division.

## Participants
Un total de dix équipes participent au championnat, neuf d'entre elles étant déjà présentes la saison précédente, auxquelles s'ajoute le NK Varaždin, promu de deuxième division qui remplace Hrvatski Dragovoljac, relégué lors de la dernière édition.
Parmi ces clubs, quatre d'entre eux n'ont jamais quitté le championnat depuis sa fondation en 1992 : le Dinamo Zagreb, l'Hajduk Split, le NK Osijek et l'HNK Rijeka. En dehors de ceux-là, le Slaven Belupo évolue continuellement dans l'élite depuis 1996 tandis que l'Istra 1961 et le Lokomotiva Zagreb sont présents depuis 2009.
Légende des couleurs
- Premier tour de qualification pour champions de la Ligue des champions 2022-2023
- Deuxième tour de qualification pour non-champions de la Ligue Europa Conférence 2022-2023
- Promu de deuxième division

| Club              | Se maintient depuis | Classement 2021-2022 | Entraîneur         | Stade                 | Capacité théorique |
| ----------------- | ------------------- | -------------------- | ------------------ | --------------------- | ------------------ |
| Dinamo Zagreb     | 1992                | 1                    | Damir Krznar       | Stade Maksimir        | 35 123             |
| Hajduk Split      | 1992                | 2                    | Jens Gustafsson    | Stade de Poljud       | 34 198             |
| NK Osijek         | 1992                | 3                    | Nenad Bjelica      | Stade Gradski vrt     | 17 061             |
| HNK Rijeka        | 1992                | 4                    | Goran Tomic        | Stade Rujevica        | 8 279              |
| Lokomotiva Zagreb | 2009                | 5                    | Silvijo Cabraja    | Stade Kranjcevic      | 5 350              |
| HNK Gorica        | 2018                | 6                    | Krunoslav Rendulic | Stade Radnik          | 8 000              |
| Slaven Belupo     | 1996                | 7                    | Dean Klafuric      | Stade Ivan Kušek-Apaš | 3 205              |
| HNK Šibenik       | 2020                | 8                    | Mario Rosas        | Stade Šubicevac       | 3 412              |
| Istra 1961        | 2009                | 9                    | Gonzalo García     | Stade Aldo Drosina    | 9 800              |
| NK Varaždin       | 2022                | 1 (D2)               | Samir Toplak       | Stade Varteks         | 8 850              |

1. 1 2 3 4  On ne peut pas exactement parler de promotion pour ce club puisqu'il a directement rejoint la première division dès 1992, date de création du championnat. Depuis cette date, il n'a jamais connu de relégation.

## Compétition

### Classement
Le classement est établi sur le barème de points classique (victoire à 3 points, match nul à 1, défaite à 0). Pour départager les égalités, on tient d'abord compte des points en confrontations directes, puis de la différence de buts en confrontations directes, puis de la différence de buts générale, puis du nombre de buts marqués et enfin du nombre de point de fair-play.
| Rang | Équipe               | Pts | J  | G  | N  | P  | Bp | Bc | Diff |
| ---- | -------------------- | --- | -- | -- | -- | -- | -- | -- | ---- |
| 1    | Dinamo Zagreb T S    | 81  | 36 | 23 | 9  | 3  | 80 | 28 | +52  |
| 2    | HNK Hajduk Split C   | 71  | 36 | 22 | 8  | 7  | 65 | 41 | +24  |
| 3    | NK Osijek            | 50  | 36 | 13 | 11 | 12 | 46 | 41 | +5   |
| 4    | HNK Rijeka           | 49  | 36 | 14 | 7  | 15 | 45 | 43 | +2   |
| 5    | NK Istra 1961        | 46  | 36 | 11 | 13 | 12 | 36 | 38 | -2   |
| 6    | NK Varaždin P        | 46  | 36 | 12 | 10 | 15 | 41 | 51 | -10  |
| 7    | NK Lokomotiva Zagreb | 43  | 36 | 11 | 10 | 15 | 44 | 50 | -6   |
| 8    | NK Slaven Belupo     | 43  | 36 | 10 | 13 | 13 | 27 | 46 | -19  |
| 9    | HNK Gorica           | 32  | 36 | 7  | 11 | 18 | 36 | 50 | -14  |
| 10   | HNK Šibenik          | 27  | 36 | 5  | 12 | 22 | 24 | 56 | -32  |

Qualifications européennes
Ligue des champions 2023-2024
- 1er : deuxième tour de qualification

Ligue Europa Conférence 2023-2024
- C : troisième tour de qualification
- 3e et 4e : deuxième tour de qualification

Relégation en deuxième division
- 10e : relégation

Abréviations

### Matchs
| Résultats (▼dom., ►ext.)                                   | BEL | GOR | IST | OSI | RIJ | SIB | SPL | VAR | DIN | LOK |
| NK Slaven Belupo                                           |     | 2-1 | 0-3 | 0-4 | 2-1 | 0-0 | 2-2 | 1-0 | 1-5 | 0-0 |
| HNK Gorica                                                 | 1-1 |     | 0-2 | 0-1 | 0-2 | 0-0 | 0-1 | 0-0 | 0-1 | 3-2 |
| NK Istra 1961                                              | 0-0 | 1-0 |     | 1-0 | 1-1 | 0-0 | 0-2 | 1-2 | 1-0 | 1-2 |
| NK Osijek                                                  | 0-0 | 2-1 | 2-0 |     | 1-1 | 1-1 | 2-1 | 2-2 | 1-0 | 4-1 |
| HNK Rijeka                                                 | 0-1 | 1-1 | 0-1 | 0-3 |     | 0-0 | 0-1 | 1-2 | 2-7 | 3-0 |
| HNK Šibenik                                                | 0-2 | 1-1 | 0-0 | 0-2 | 0-1 |     | 1-1 | 1-2 | 1-2 | 2-1 |
| HNK Hajduk Split                                           | 5-1 | 3-1 | 2-2 | 3-1 | 2-0 | 2-1 |     | 2-1 | 1-1 | 2-1 |
| NK Varaždin                                                | 0-1 | 2-1 | 1-1 | 4-1 | 0-3 | 2-2 | 0-2 |     | 1-1 | 0-0 |
| Dinamo Zagreb                                              | 4-1 | 0-0 | 4-1 | 5-2 | 2-1 | 3-0 | 4-1 | 3-1 |     | 3-2 |
| NK Lokomotiva Zagreb                                       | 0-1 | 2-1 | 2-0 | 2-1 | 3-1 | 1-1 | 2-2 | 1-2 | 1-2 |     |
| - Victoire à domicile - Match nul - Victoire à l'extérieur |     |     |     |     |     |     |     |     |     |     |

| Résultats (▼dom., ►ext.)                                   | BEL | GOR | IST | OSI | RIJ | SIB | SPL | VAR | DIN | LOK |
| NK Slaven Belupo                                           |     | 1-1 | 2-0 | 2-1 | 1-3 | 0-1 | 0-1 | 1-1 | 1-1 | 0-0 |
| HNK Gorica                                                 | 0-0 |     | 5-4 | 2-0 | 1-0 | 0-3 | 0-0 | 5-2 | 1-1 | 1-0 |
| NK Istra 1961                                              | 1-1 | 1-0 |     | 1-0 | 0-2 | 3-0 | 3-1 | 2-1 | 0-0 | 0-0 |
| NK Osijek                                                  | 0-0 | 2-0 | 1-0 |     | 1-1 | 0-0 | 0-2 | 0-1 | 0-0 | 2-2 |
| HNK Rijeka                                                 | 0-1 | 2-0 | 2-2 | 1-1 |     | 1-0 | 2-0 | 2-1 | 1-2 | 2-0 |
| HNK Šibenik                                                | 3-1 | 0-4 | 0-0 | 1-4 | 1-2 |     | 2-3 | 0-2 | 2-1 | 0-4 |
| HNK Hajduk Split                                           | 1-0 | 2-1 | 2-2 | 3-0 | 1-2 | 3-0 |     | 2-0 | 0-0 | 3-4 |
| NK Varaždin                                                | 1-0 | 2-1 | 0-0 | 1-3 | 2-0 | 2-0 | 1-4 |     | 1-3 | 0-0 |
| Dinamo Zagreb                                              | 4-0 | 4-1 | 1-0 | 1-1 | 1-0 | 4-0 | 4-0 | 2-0 |     | 2-1 |
| NK Lokomotiva Zagreb                                       | 1-0 | 2-2 | 3-1 | 1-0 | 1-2 | 1-0 | 0-3 | 1-1 | 1-2 |     |
| - Victoire à domicile - Match nul - Victoire à l'extérieur |     |     |     |     |     |     |     |     |     |     |

## Bilan de la saison
| Championnat de Croatie de football 2022-2023                        |                           |
| Champion                                                            | Dinamo Zagreb (24e titre) |
| Dauphin                                                             | HNK Hajduk Split          |
| Coupes et trophées                                                  |                           |
| Vainqueur de la Coupe de Croatie 2022-2023                          | HNK Hajduk Split          |
| Vainqueur de la Supercoupe de Croatie 2022                          | Dinamo Zagreb             |
| Qualifications continentales                                        |                           |
| Ligue des champions 2023-2024                                       | Dinamo Zagreb             |
| Ligue Europa Conférence 2023-2024                                   | HNK Hajduk Split          |
| Ligue Europa Conférence 2023-2024                                   | NK Osijek                 |
| Ligue Europa Conférence 2023-2024                                   | HNK Rijeka                |
| Promotions et relégations                                           |                           |
| Promus en Championnat de Croatie de football                        | NK Rudeš                  |
| Relégués en Championnat de Croatie de football de deuxième division | HNK Šibenik               |